# Rhododendron bijiangense
Rhododendron bijiangense là một loài thực vật có hoa trong họ Thạch nam. Loài này được T.L. Ming miêu tả khoa học đầu tiên năm 1981.